# Агава нитконосна
Агава нитконосна (Agave filifera, Salm-Dyck; місцеві назви англ. thread agave — нитчаста агава, Faden-Agave) — сукулентна рослина роду агава (Agave) підродини агавових (Agavoideae).

## Морфологічні ознаки

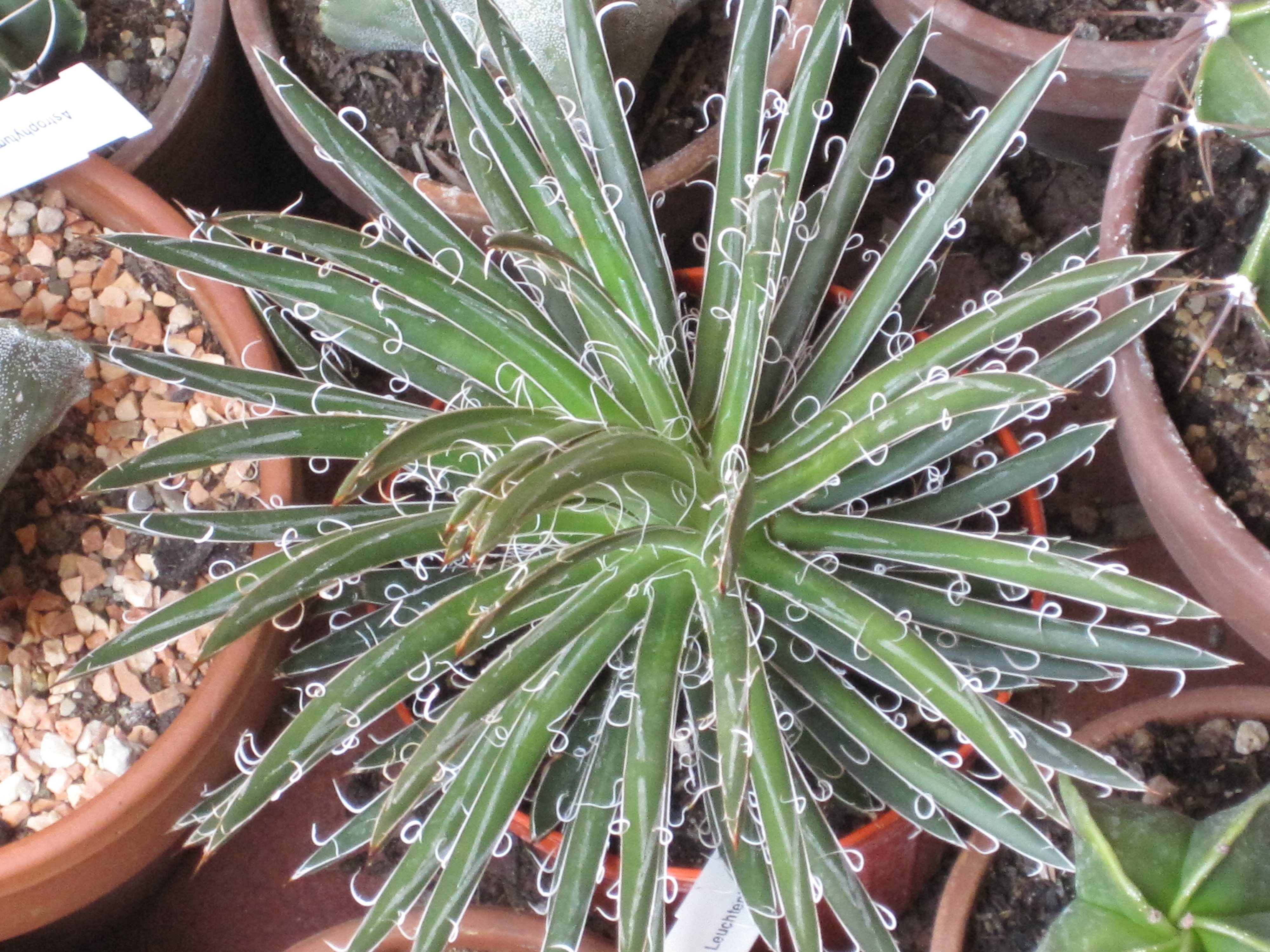
Agave filifera в кімнатній культурі

Agave filivera із суцвіттям в Канарському ботанічному саду Вієра-і-Клавихо

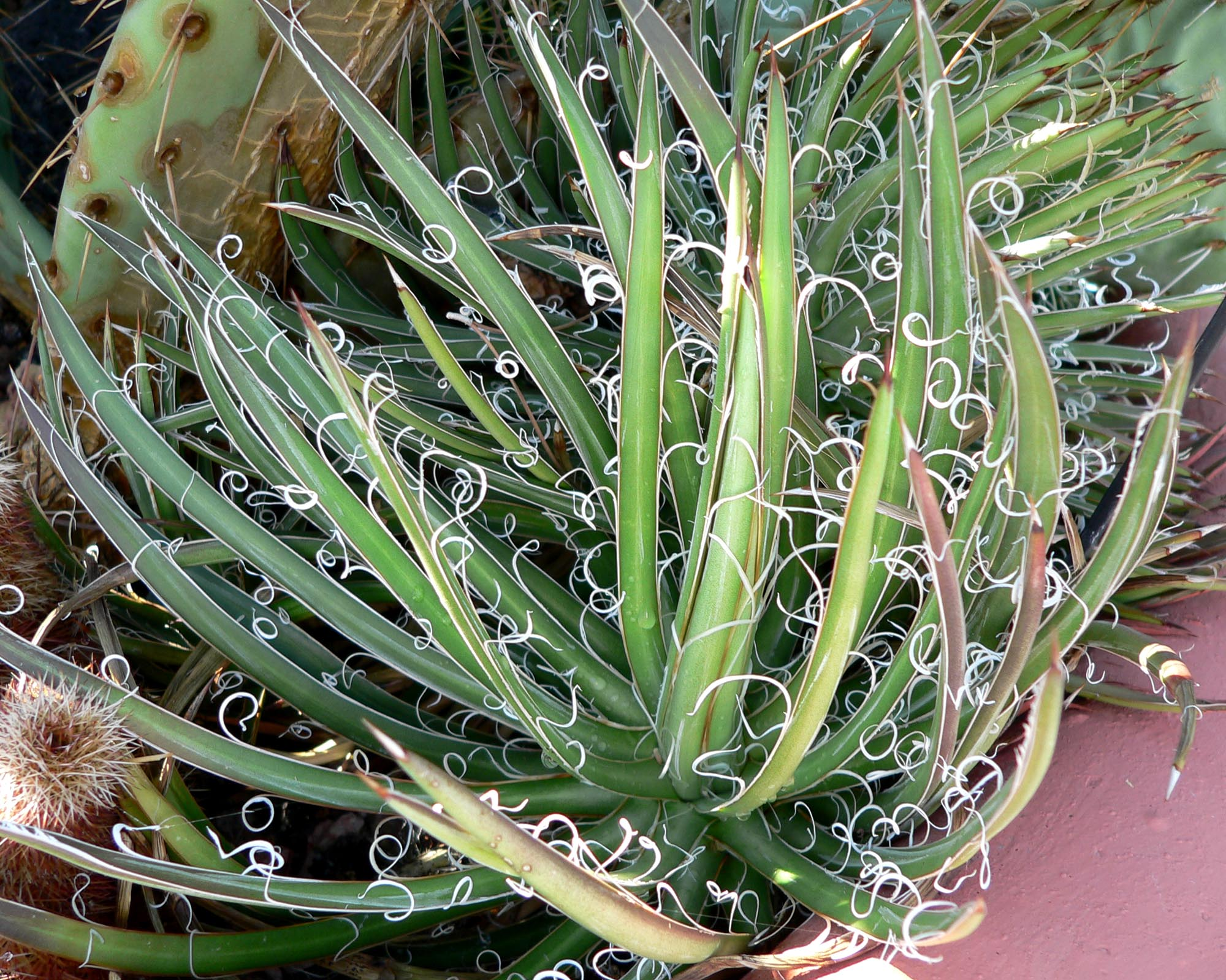
Agave leopoldii — гібрид між Agave filifera та Agave schidigera

Кущевидна рослина з сильно укороченим стеблом, який зазвичай утворює бокові пагони. Прикоренева розетка діаметром до 65 см, утворена численним м'ясистим яскраво-зеленим листям з двома-трьома білими лініями з обох боків, жорстким, прямим і ланцетним, завдовжки до 30 см і завширшки до 2 — 4 см. Краї листків рогові з білою вузькою смужкою, від якої відокремлюються 5-6 довгих білих ниток, на кінці листя — сірувато-коричневі шипи завдовжки 2 — 2,5 см. У кінці літа з розетки виростає волотисте суцвіття завдовжки до 2,5 м з численними трубчастими червонуватими або зеленувато-жовтими квітками завдовжки 3 — 3,5 см. Схожий вид, Agave schidigera Lem., відрізняється довшим листям, високішим суцвіттям (до 4 м) і розетками, що рідко гілкуються. Ці види легко зхрещуються між собою, утворюючи гібриди.

## Місце зростания
Ареал охоплює центральні райони Мексики.

## Догляд
Поширений вид в кімнатній культурі.
Необхідні сонячне місце, піщана земля і добрий дренаж. У період вегетації — рясний полив, а в зимовий час — сухе утримання.

## Розмноження
Розмножується насінням або прикореневими пагонами у весняно-літній період.

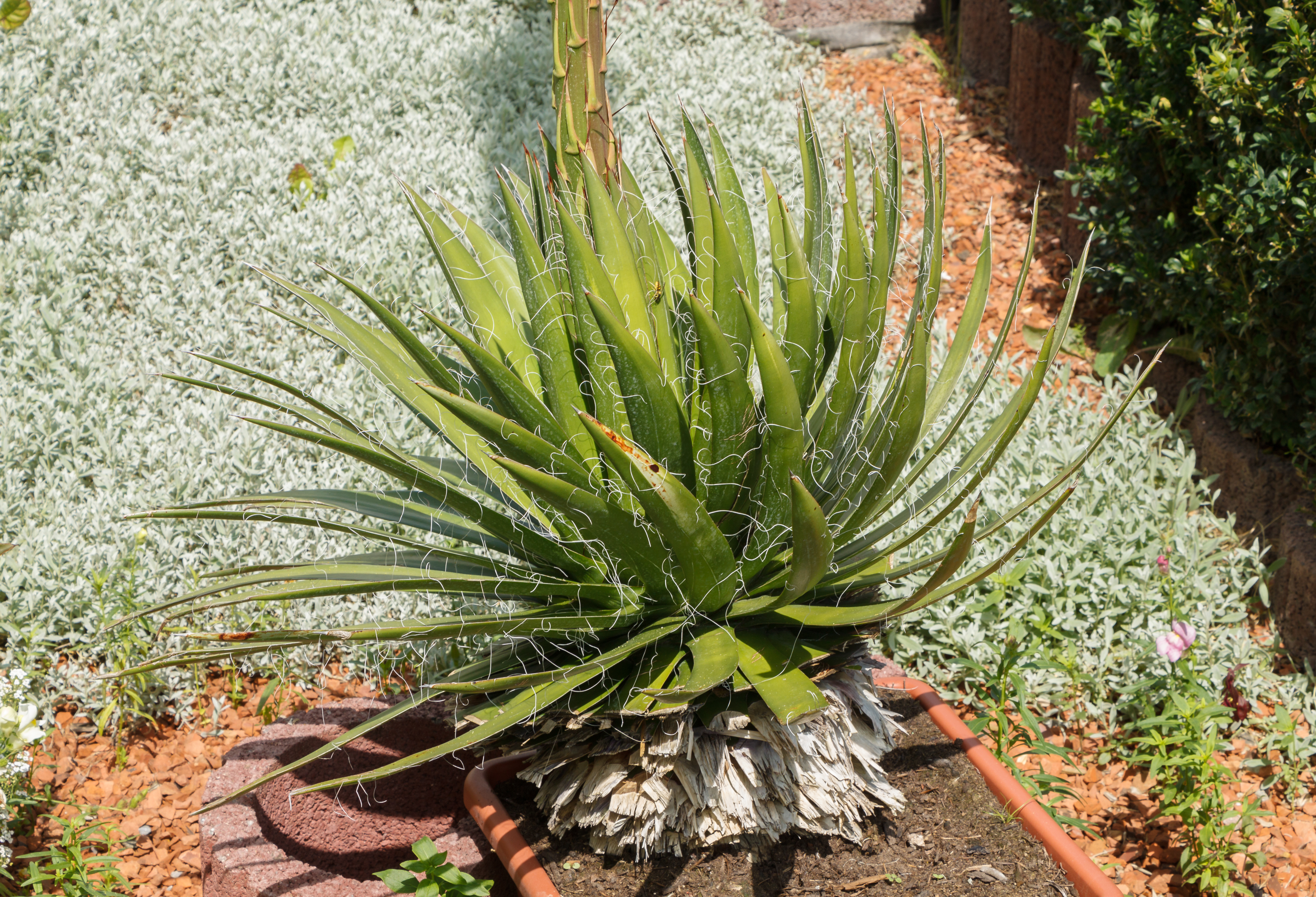
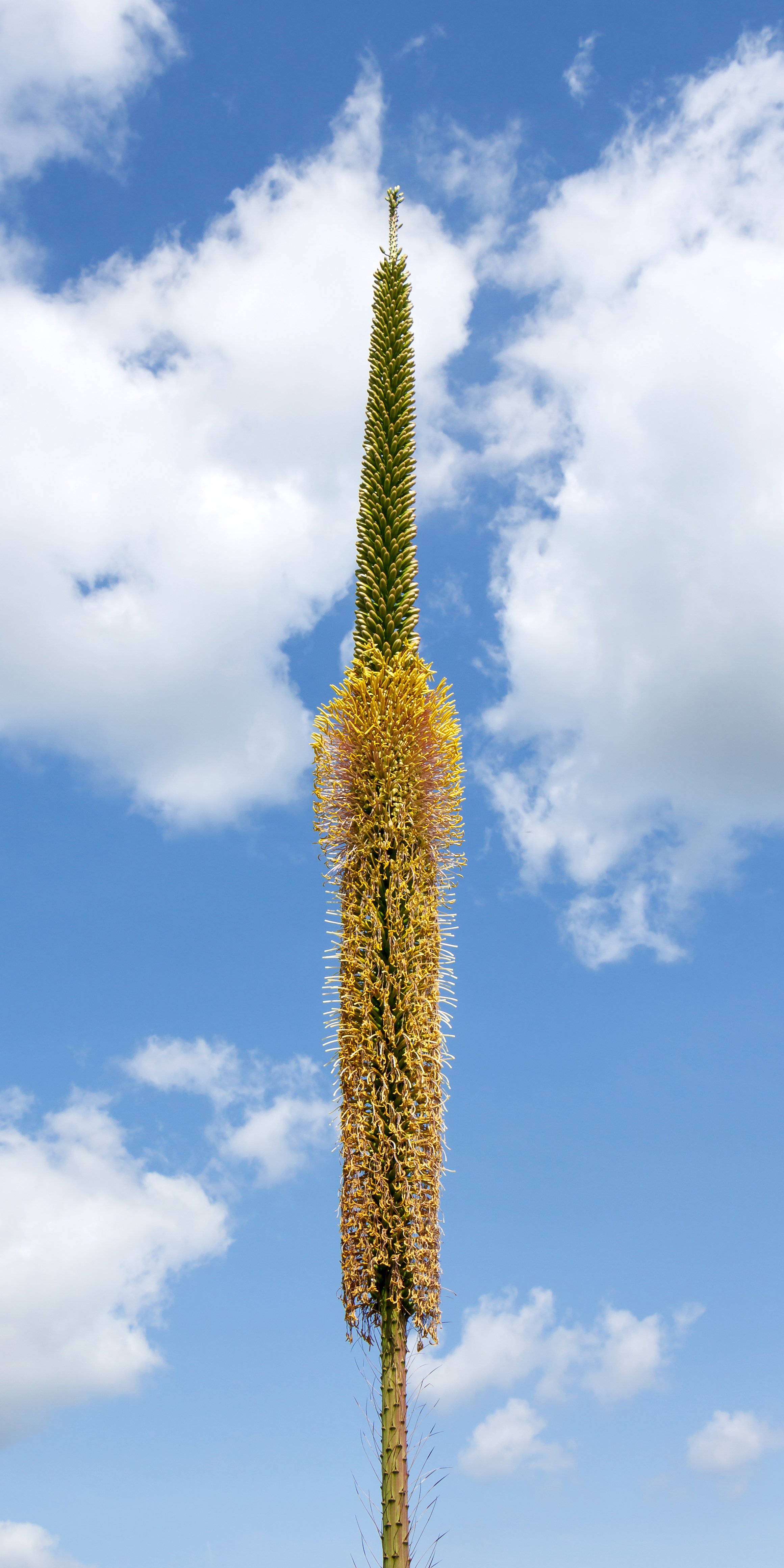
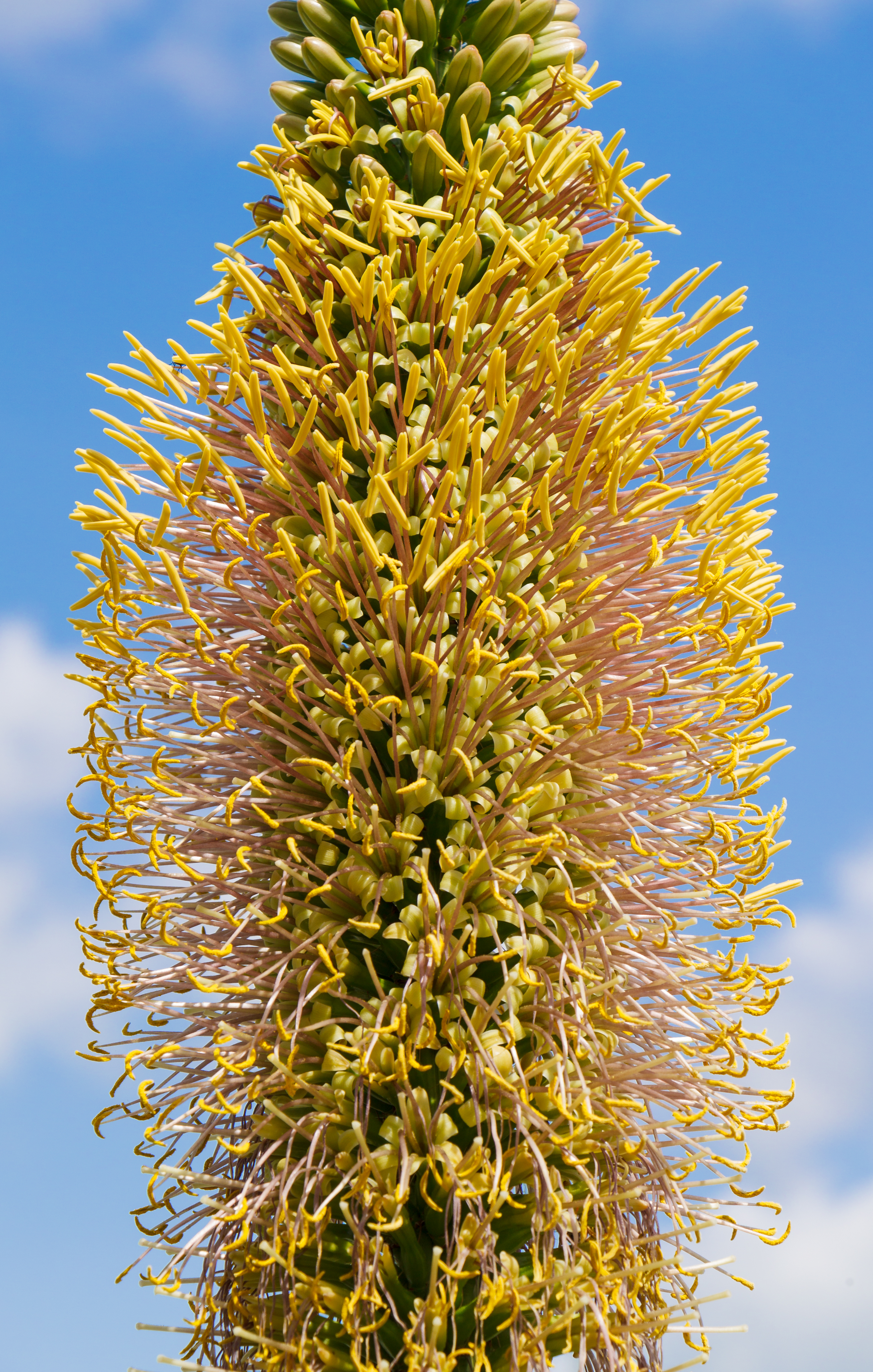